# Fraglia
La fraglia (au pluriel fraglie) ou fragia ou encore frala, est un terme désignant la « confrérie ». Le mot dérivé de fratalia ou fratalea indique en Vénétie et dans les territoires limitrophes faisant partie de la République de Venise les corporations des arts et métiers mais aussi des confréries religieuses.

## Corporation des arts et métiers
Les Fraglia, en tant que corporations des arts et métiers, sont documentées à partir du XIIIe siècle dans les villes de Venise, Padoue, Vicence. Elles s'occupaient des intérêts de leurs associés et contribuaient à une garantie de qualité en soignant leur formation.
L'association se réunissait dans un capitolo, qui en général avait son siège dans l'église de la contrada qui regroupait généralement les populations exerçant le même métier. Elle possédait un autel ou une chapelle dédiée au saint protecteur et participait aux processions.
À la tête de la fraglia étaient élus des gastaldi, tandis que les massari en administraient le patrimoine et percevaient les contributions des inscrits.

## Fraglie dePadoue
À Padoue au début du XIIIe siècle il y avait 34 fraglie et en 1287, la commune en autorisa 36. L'inscription était obligatoire pour pouvoir exercer une activité. Les chefs des fraglie entraient de droit au Consiglio degli Anziani.
| - Notaires - Commerçants - Restaurateurs - Fourreurs - Cordiers - Tailleurs - Barbiers (comme chirurgiens aussi) - Médecins - Forgerons - Cordonniers - Selliers - Chiffonniers | - Bouchers - Maçons - Bouviers - Boulanger - Tisseurs de lin - Menuisiers - Horticulteurs - Marchands de fruits et légumes - Bateliers de San Giovanni - Orfèvres - Bateliers de Ognissanti - Meuniers | - Porteurs de vin - Marchands de laine - Épiciers - fabricants de baquets - Pêcheurs - Ouvriers de salaison (salaison et conservation des denrées alimentaires) - Fabricants de lingerie fine - Casolini - Marchands de bois - Fabricants de vaisselle |

## Fraglie deVicence
L'existence des fraglie est documentée dans les statuts de la commune datant de 1264. Elles étaient au nombre de huit (marchands, mercerie, cordonniers, charcutiers et hôteliers) auxquelles il faut ajouter les collegia des juges et des notaires. Les fraglie augmentèrent régulièrement jusqu'à atteindre le nombre de 29 en  1389.

## Sources
- (it) Cet article est partiellement ou en totalité issu de l’article de Wikipédia en italien intitulé « Fraglia » (voir la liste des auteurs).